# 静岡県道69号相良大須賀線
静岡県道69号相良大須賀線（しずおかけんどう69ごう さがらおおすかせん）は、静岡県牧之原市から掛川市に至る県道（主要地方道）である。

## 概要

### 路線データ
- 陸上距離 : 26.9 km
- 起点：牧之原市相良（相良橋交差点、国道150号交点）
- 終点：掛川市西大淵（西田町交差点、静岡県道41号袋井大須賀線交点）

## 歴史
- 1982年（昭和57年）10月30日、認定[1]（同年11月1日付で廃止された[2]静岡県道238号掛川相良線の一部、同248号平田大東線、同274号大東大須賀線の区域に相当[3]。）
- 1993年（平成5年）5月11日 - 建設省から、県道相良大須賀線が相良大須賀線として主要地方道に指定される[4]。

## 路線状況

### 重複区間
- 国道473号（牧之原市波津・波津1丁目交差点 - 牧之原市波津2丁目）
- 静岡県道244号大東菊川線（菊川市高橋・磯部交差点 - 菊川市川上）
- 静岡県道37号掛川浜岡線（菊川市下平川・平田交差点 - 菊川市下平川）
- 静岡県道247号中方千浜線（菊川市嶺田・西嶺田交差点 - 菊川市大石・生仁場橋西交差点）
- 静岡県道251号袋井小笠線（掛川市中 - 掛川市中・中交差点）
- 静岡県道38号掛川大東線（掛川市大坂・大東交番西交差点 - 掛川市大坂・大坂交差点）

## 地理

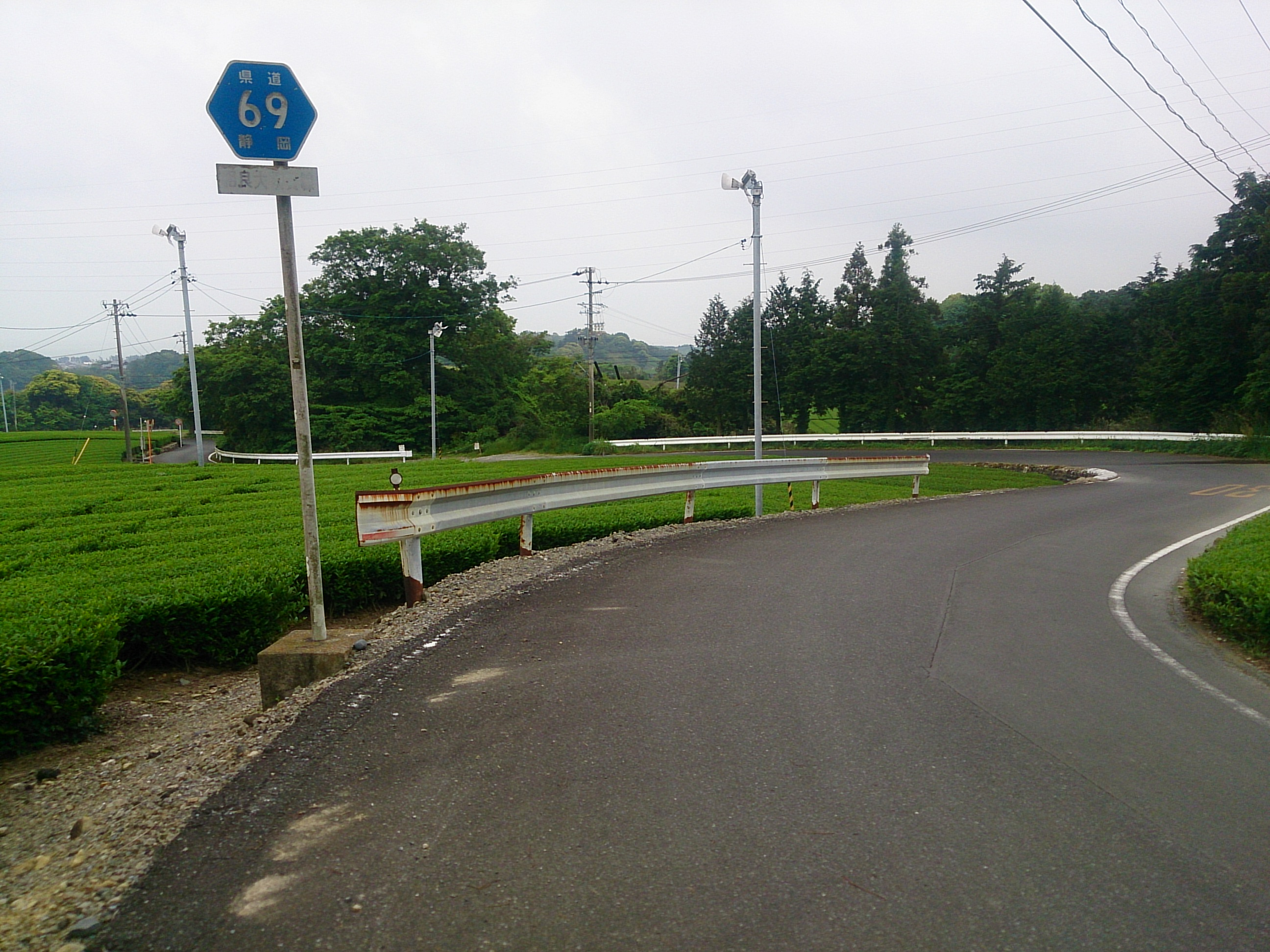
牧之原市須々木

### 通過する自治体
- 牧之原市
- 御前崎市
- 菊川市
- 掛川市

### 交差する道路
牧之原市
- 国道150号（牧之原市相良・相良橋交差点、起点）
- 国道473号（牧之原市波津・波津1丁目交差点）
- 国道473号（牧之原市波津2丁目）

御前崎市
- 静岡県道242号浜岡菊川線（御前崎市新野・新野原交差点）

菊川市
- 静岡県道242号浜岡菊川線（菊川市高橋）
- 静岡県道244号大東菊川線（菊川市高橋・磯部交差点）
- 静岡県道244号大東菊川線（菊川市川上）
- 静岡県道37号掛川浜岡線（菊川市下平川・下平川交差点）
- 静岡県道37号掛川浜岡線（菊川市下平川・平田交差点）
- 静岡県道37号掛川浜岡線（菊川市下平川）
- 静岡県道247号中方千浜線（菊川市嶺田・西嶺田交差点）
- 静岡県道247号中方千浜線（菊川市大石・生仁場橋西交差点）

掛川市
- 静岡県道251号袋井小笠線（掛川市中）
- 静岡県道251号袋井小笠線（掛川市中・中交差点）
- 静岡県道38号掛川大東線（掛川市大坂・大東交番西交差点）
- 静岡県道38号掛川大東線・静岡県道372号大東相良線（掛川市大坂・大坂交差点）
- 静岡県道249号掛川大東大須賀線（掛川市大渕・野中交差点）
- 静岡県道409号大須賀掛川停車場線（掛川市横須賀・下新橋交差点）
- 静岡県道41号袋井大須賀線（掛川市西大渕・西田町交差点、終点）